# Ню Йорк Долс
„Ню Йорк Долс“ (на английски: New York Dolls) е рок група в Ню Йорк, САЩ.
Тя е основана в Ню Йорк през 1971 година и съществува до 1976 година. Сред пионерите на протопънка в САЩ, групата играе водеща роля във формирането на нюйоркската пънк сцена и оказва силно влияние в по-късното развитие на жанрове като ню уейв и глем метъл. Групата е възстановена през 2004 година с изменен състав.